# Tix

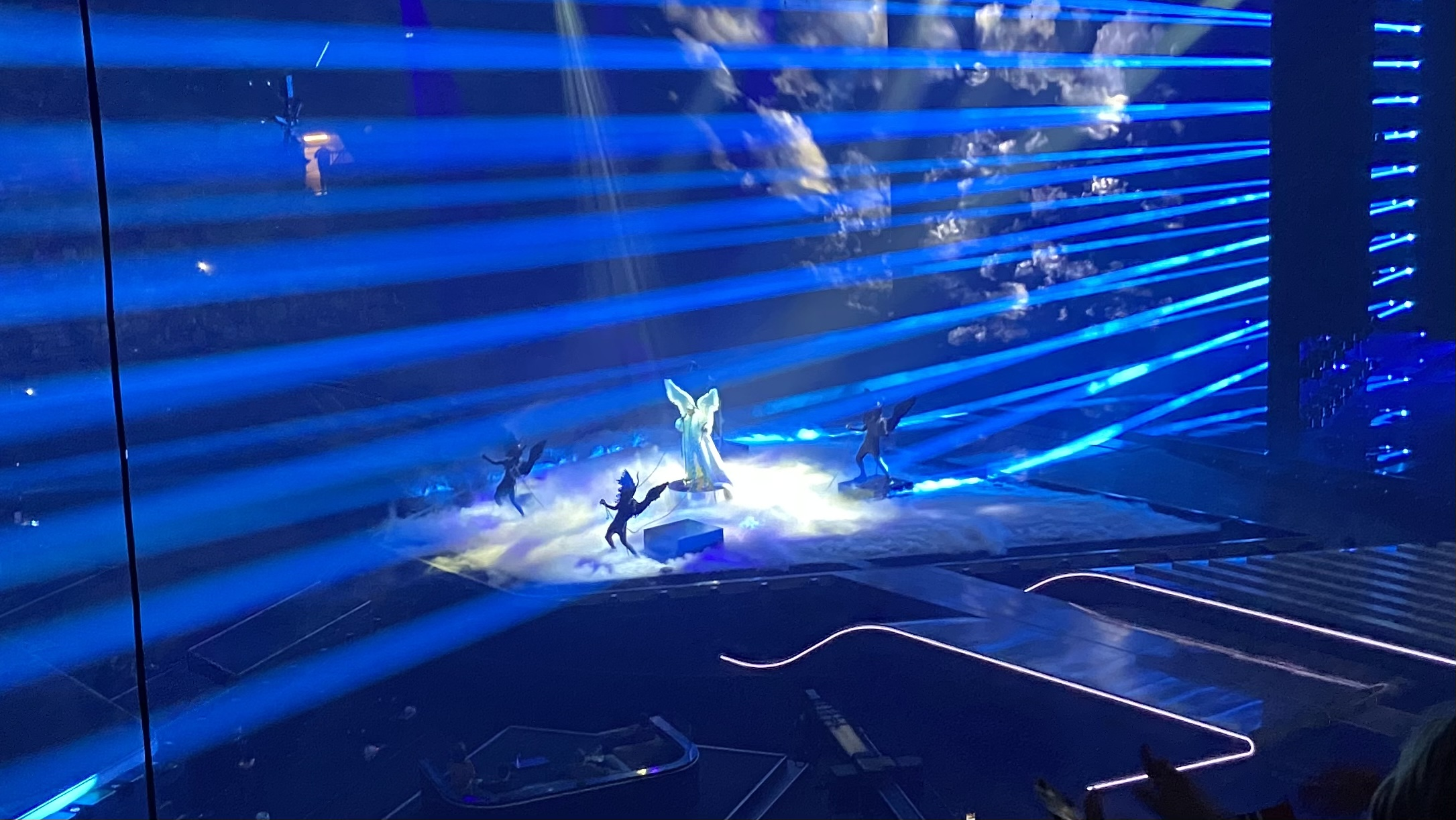
Tix podczas występu w próbie jurorskiej pierwszego półfinału 65. Konkursu Piosenki Eurowizji (2021)

Tix, właśc. Andreas Tix Haukeland (ur. 12 kwietnia 1993 w Bærum) – norweski muzyk, piosenkarz, producent muzyczny, kompozytor i autor tekstów, aktywista społeczny. Reprezentant Norwegii w 65. Konkursie Piosenki Eurowizji (2021).

## Życiorys
W dzieciństwie był gnębiony za swoje tiki nerwowe i nazywany przezwiskiem „tics”, które później przekształcił w swój pseudonim sceniczny „TIX”. W dorosłym życiu wylansował swój kolorowy i ekstrawagancki styl – na koncertach ma na sobie futro i opaskę na głowie z napisem „TIX”, nosi również okulary przeciwsłoneczne, którymi ukrywa drżenie oczu. Poza działalnością muzyczną, otwarcie promuje dbanie o zdrowie psychiczne i dzieli się swoimi doświadczeniami z cierpieniem na zespół Tourette’a, samotność i myśli samobójcze.
W 2015 stał się rozpoznawalny w Norwegii po premierze piosenki „Sjeiken”, którą wywołał kontrowersje ze względu na jej tekst. W 2016 wydał swój pierwszy album studyjny pt. Dømt og berømt, który pozostał przez 79 tygodni na oficjalnej norweskiej liście. Równocześnie pracował jako autor tekstów w Los Angeles, gdzie napisał „Game Time” dla Flo Ridy i „Sweet but Psycho” oraz „Tattoo” dla Avy Max. Latem 2017 wystąpił jako support  przed koncertem Justina Biebera w Stavanger.
W 2018 wydał singiel „Shotgun”. W 2019 wystąpił w norweskiej edycji programu Hotel Paradise, a z piosenką „Jeg vil ikke leve” po raz pierwszy znalazł się na szczycie listy przebojów. Wraz z wydawaniem kolejnych piosenek zyskał szerszą publiczność i większe uznanie w przemyśle muzycznym w kraju. W 2020 został jurorem norweskiej edycji Idola, a także był najczęściej odtwarzanym artystą w Norwegii. W styczniu 2021 został ogłoszony jednym z finalistów programu Melodi Grand Prix, norweskich preselekcji do Konkursu Piosenki Eurowizji, do którego zgłosił swój utwór „Ut av mørket”. 20 lutego wystąpił w finale eliminacji z angielską wersją utworu – „Fallen Angel”, za którą uzyskał 380 033 głosów telewidzów, zwyciężając w finale. 16 kwietnia został uznany Artystą Roku 2020 i otrzymał nagrodę Spellemannprisen. 18 maja wystąpił w pierwszym półfinale Eurowizji i z dziesiątego miejsca awansował do finału, który odbył się 22 maja. Zajął w nim 18. miejsce po zdobyciu 75 punktów,  w tym 60 pkt od telewidzów (13. miejsce) i 15 pkt od jurorów (22. miejsce). Za występ w finale otrzymał nagrodę Barbary Dex.

## Dyskografia

### Albumy studyjne
| Rok  | Dane dot. albumu                                                                                            | Najwyższa pozycja na liście |
| Rok  | Dane dot. albumu                                                                                            | NOR                         |
| ---- | --- | --------------------------- |
| 2016 | Dømt og berømt - Wydanie: 9 września 2016 - Wytwórnia: Sony Music - Format: Digital download, streaming, CD | 2                           |

### Single

#### Jako główny artysta
| Rok                                                              | Tytuł                            | Najwyższa pozycja na liście | Najwyższa pozycja na liście | Najwyższa pozycja na liście | Najwyższa pozycja na liście | Najwyższa pozycja na liście | Najwyższa pozycja na liście | Najwyższa pozycja na liście | Najwyższa pozycja na liście | Najwyższa pozycja na liście | Album          |
| Rok                                                              | Tytuł                            | NOR                         | BEL (Fla)                   | FIN                         | GRE                         | ICE                         | LTU                         | NLD                         | SWE                         | UK Down.                    | Album          |
| ---------------------------------------------------------------- | -------------------------------- | --------------------------- | --------------------------- | --------------------------- | --------------------------- | --------------------------- | --------------------------- | --------------------------- | --------------------------- | --------------------------- | -------------- |
| 2014                                                             | „Fraternity”                     | –                           | –                           | –                           | –                           | –                           | –                           | –                           | –                           | –                           | —              |
| 2015                                                             | „Sjeiken 2015”                   | 5                           | –                           | –                           | –                           | –                           | –                           | –                           | –                           | –                           | —              |
| 2015                                                             | „Habbo Club 2015”                | 22                          | –                           | –                           | –                           | –                           | –                           | –                           | –                           | –                           | —              |
| 2015                                                             | „East High 2016”                 | –                           | –                           | –                           | –                           | –                           | –                           | –                           | –                           | –                           | Dømt og berømt |
| 2016                                                             | „Hydra 2016”                     | 15                          | –                           | –                           | –                           | –                           | –                           | –                           | –                           | –                           | Dømt og berømt |
| 2016                                                             | „Uncle Sam 2016”                 | –                           | –                           | –                           | –                           | –                           | –                           | –                           | –                           | –                           | Dømt og berømt |
| 2016                                                             | „Ponyville 2016”                 | 17                          | –                           | –                           | –                           | –                           | –                           | –                           | –                           | –                           | Dømt og berømt |
| 2016                                                             | „Tronen 2016”                    | 24                          | –                           | –                           | –                           | –                           | –                           | –                           | –                           | –                           | Dømt og berømt |
| 2016                                                             | „Dory 2017”                      | 8                           | –                           | –                           | –                           | –                           | –                           | –                           | –                           | –                           | Dømt og berømt |
| 2016                                                             | „Versarce 2017”                  | 5                           | –                           | –                           | –                           | –                           | –                           | –                           | –                           | –                           | ―              |
| 2016                                                             | „Gullalderen 2017”               | 33                          | –                           | –                           | –                           | –                           | –                           | –                           | –                           | –                           | ―              |
| 2017                                                             | „Skammekroken 2017”              | 25                          | –                           | –                           | –                           | –                           | –                           | –                           | –                           | –                           | ―              |
| 2017                                                             | „Tyven 2017”                     | –                           | –                           | –                           | –                           | –                           | –                           | –                           | –                           | –                           | ―              |
| 2017                                                             | „Skaperen 2017”                  | –                           | –                           | –                           | –                           | –                           | –                           | –                           | –                           | –                           | ―              |
| 2017                                                             | „Tyven 2017”                     | –                           | –                           | –                           | –                           | –                           | –                           | –                           | –                           | –                           | ―              |
| 2017                                                             | „Geriljaen 2017”                 | –                           | –                           | –                           | –                           | –                           | –                           | –                           | –                           | –                           | ―              |
| 2017                                                             | „Hakkebakkeskogen 2017”          | 32                          | –                           | –                           | –                           | –                           | –                           | –                           | –                           | –                           | ―              |
| 2017                                                             | „Ulovlig”                        | 22                          | –                           | –                           | –                           | –                           | –                           | –                           | –                           | –                           | ―              |
| 2017                                                             | „Kobraen”                        | –                           | –                           | –                           | –                           | –                           | –                           | –                           | –                           | –                           | ―              |
| 2017                                                             | „Future 2018”                    | –                           | –                           | –                           | –                           | –                           | –                           | –                           | –                           | –                           | ―              |
| 2017                                                             | „Bad Boy”                        | –                           | –                           | –                           | –                           | –                           | –                           | –                           | –                           | –                           | ―              |
| 2018                                                             | „Banken 2018”                    | –                           | –                           | –                           | –                           | –                           | –                           | –                           | –                           | –                           | ―              |
| 2018                                                             | „Blåfjell 2018”                  | –                           | –                           | –                           | –                           | –                           | –                           | –                           | –                           | –                           | ―              |
| 2018                                                             | „Gatebarna 2018”                 | –                           | –                           | –                           | –                           | –                           | –                           | –                           | –                           | –                           | ―              |
| 2018                                                             | „Nasjonen 2018”                  | 29                          | –                           | –                           | –                           | –                           | –                           | –                           | –                           | –                           | ―              |
| 2018                                                             | „Bergen 2018”                    | –                           | –                           | –                           | –                           | –                           | –                           | –                           | –                           | –                           | ―              |
| 2018                                                             | „Shotgun”                        | 5                           | –                           | –                           | –                           | –                           | –                           | –                           | –                           | –                           | ―              |
| 2018                                                             | „Makten 2019”                    | –                           | –                           | –                           | –                           | –                           | –                           | –                           | –                           | –                           | ―              |
| 2018                                                             | „Håper nissen har råd”           | 5                           | –                           | –                           | –                           | –                           | –                           | –                           | –                           | –                           | ―              |
| 2018                                                             | „Snøstorm 2019”                  | –                           | –                           | –                           | –                           | –                           | –                           | –                           | –                           | –                           | ―              |
| 2019                                                             | „Jeg vil ikke leve”              | 1                           | –                           | –                           | –                           | –                           | –                           | –                           | –                           | –                           | ―              |
| 2019                                                             | „Neste sommer”                   | 3                           | –                           | –                           | –                           | –                           | –                           | –                           | –                           | –                           | ―              |
| 2019                                                             | „Når jeg er full”                | 14                          | –                           | –                           | –                           | –                           | –                           | –                           | –                           | –                           | ―              |
| 2019                                                             | „Brosjan Jesus”                  | 20                          | –                           | –                           | –                           | –                           | –                           | –                           | –                           | –                           | ―              |
| 2019                                                             | „Jævlig”                         | 3                           | –                           | –                           | –                           | –                           | –                           | –                           | –                           | –                           | ―              |
| 2020                                                             | „Kaller på deg”                  | 1                           | –                           | –                           | –                           | –                           | –                           | –                           | –                           | –                           | ―              |
| 2020                                                             | „Karantene”                      | 1                           | –                           | –                           | –                           | –                           | –                           | –                           | –                           | –                           | ―              |
| 2020                                                             | „Skål”                           | 2                           | –                           | –                           | –                           | –                           | –                           | –                           | –                           | –                           | ―              |
| 2020                                                             | „Karantän” (oraz Samir & Viktor) | –                           | –                           | –                           | –                           | –                           | –                           | –                           | 56                          | –                           | ―              |
| 2020                                                             | „Dommedagen 2020”                | 17                          | –                           | –                           | –                           | –                           | –                           | –                           | –                           | –                           | ―              |
| 2020                                                             | „Deg eller ingenting”            | 4                           | –                           | –                           | –                           | –                           | –                           | –                           | –                           | –                           | ―              |
| 2020                                                             | „Nå koser vi oss”                | 4                           | –                           | –                           | –                           | –                           | –                           | –                           | –                           | –                           | ―              |
| 2020                                                             | „Ikke han”                       | –                           | –                           | –                           | –                           | –                           | –                           | –                           | –                           | –                           | ―              |
| 2020                                                             | „Jul i karantene”                | 10                          | –                           | –                           | –                           | –                           | –                           | –                           | –                           | –                           | ―              |
| 2020                                                             | „Tusen tårer”                    | 6                           | –                           | –                           | –                           | –                           | –                           | –                           | –                           | –                           | ―              |
| 2021                                                             | „Ut av mørket”                   | 1                           | –                           | –                           | –                           | –                           | –                           | –                           | –                           | –                           | ―              |
| 2021                                                             | „Fallen Angel”                   | 2                           | –                           | 20                          | 92                          | 31                          | 23                          | 65                          | 41                          | 15                          | ―              |
| 2021                                                             | „Engel, Ikke Dra”                | 1                           | –                           | –                           | –                           | –                           | –                           | –                           | –                           | –                           | ―              |
| 2021                                                             | „BeautiFull”                     | 3                           | –                           | –                           | –                           | –                           | –                           | –                           | –                           | –                           | ―              |
| „–” singel nie był notowany lub nie został wydany w danym kraju. |                                  |                             |                             |                             |                             |                             |                             |                             |                             |                             |                |

#### Jako artysta gościnny
| Tytuł                                                            | Rok  | Najwyższa pozycja na liście | Album |
| Tytuł                                                            | Rok  | NOR                         | Album |
| ---------------------------------------------------------------- | ---- | --------------------------- | ----- |
| „The Tramp” (Olly Hence, gościnnie: JStanley oraz Tix)           | 2015 | –                           | —     |
| „Igjen Og Igjen” (El Papi, gościnnie: Tix)                       | 2020 | 1                           | —     |
| „–” singel nie był notowany lub nie został wydany w danym kraju. |      |                             |       |

### Utwory dla innych artystów
| Rok  | Wykonawca                            | Album         | Utwór              | Uwagi         | Źr.    |
| ---- | ------------------------------------ | ------------- | ------------------ | ------------- | ------ |
| 2017 | Flo Rida, gościnnie: Sage The Gemini | ―             | „Game Time”        | słowa         | [ 27 ] |
| 2018 | Ava Max                              | Heaven & Hell | „Sweet but Psycho” | słowa         | [ 28 ] |
| 2020 | Ava Max                              | Heaven & Hell | „Tattoo”           | słowa         | [ 8 ]  |
| 2021 | Meland x Hauken                      | ―             | „Tokyo Love”       | słowa, muzyka | [ 29 ] |